# Witów (powiat kutnowski)
Witów – wieś w Polsce położona w województwie łódzkim, w powiecie kutnowskim, w gminie Krośniewice.
W latach 1975–1998 miejscowość należała administracyjnie do województwa płockiego.
Słownik geograficzny Królestwa Polskiego i innych krajów słowiańskich, Tom XIII podaje: "w XVI w. Wythowo, wś, pow. kutnowski, gm. Krośniewice, par. Nowe, ma 7 dm, 119 mk., 321 mr. dwor., 12 mr. włośc. W 1827 r. było 5 dm, 63 mk. Na koniec początku XVI w. łany dworskie dają dziesięcinę pleb. w Nowem, kmiece za kollegiacie łęczyckiej (Łaski, L. B., II, 473)." 

## Zabytki
Ruina dworu murowanego z końca XIX wieku

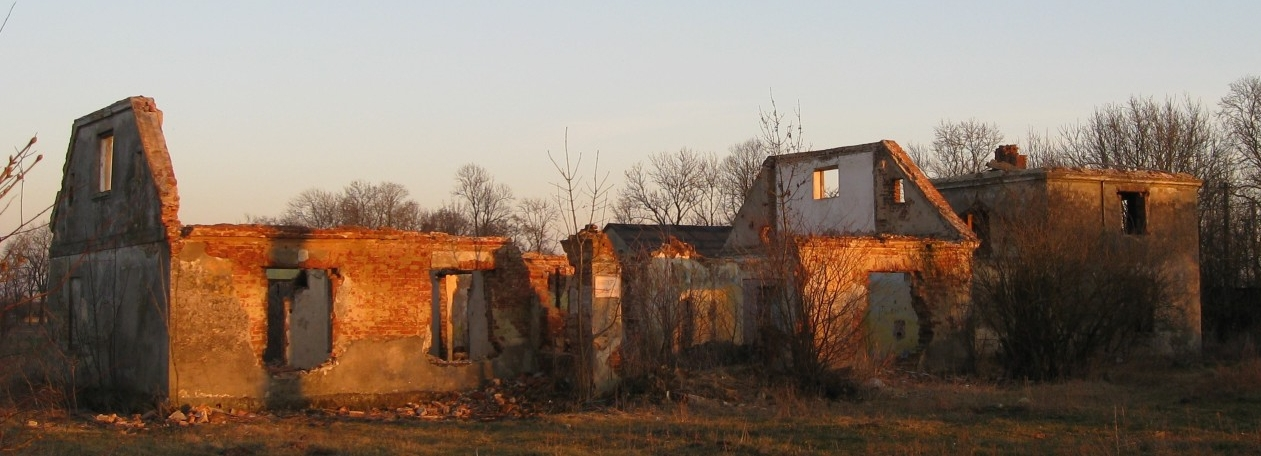
Dwór w Witowie, stan na rok 2008
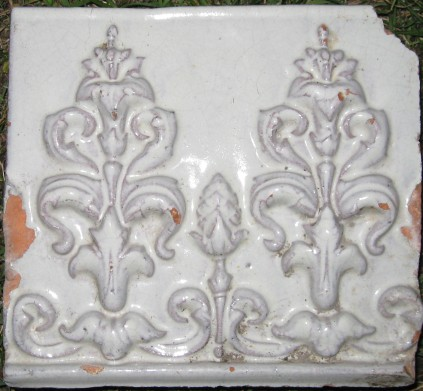
Witów, kafel z dworu